# Turretot
Turretot ist eine französische Gemeinde mit 1.595 Einwohnern (Stand: 1. Januar 2022) im Département Seine-Maritime in der Region Normandie. Sie gehört zum Arrondissement Le Havre und ist Mitglied im Gemeindeverband Le Havre Seine Métropole. Die Bewohner werden Turretotais und Turretotaises genannt.
Die Gemeinde erhielt 2022 die Auszeichnung „Zwei Blumen“, die vom Conseil national des villes et villages fleuris (CNVVF) im Rahmen des jährlichen Wettbewerbs der blumengeschmückten Städte und Dörfer verliehen wird.

## Geographie
Turretot liegt in der Région naturelle Pays de Caux, etwa 15 Kilometer nordnordöstlich von Le Havre nahe dem Ärmelkanal. Umgeben wird Turretot von den Nachbargemeinden Anglesqueville-l’Esneval im Norden, Criquetot-l’Esneval im Nordosten, Hermeville im Osten und Südosten, Notre-Dame-du-Bec im Süden und Südwesten, Saint-Martin-du-Bec im Westen und Südwesten sowie Gonneville-la-Mallet im Nordwesten.

## Bevölkerungsentwicklung
| Jahr                       | 1962 | 1968 | 1975 | 1982 | 1990 | 1999 | 2006 | 2013 | 2020 |
| -------------------------- | ---- | ---- | ---- | ---- | ---- | ---- | ---- | ---- | ---- |
| Einwohner                  | 295  | 284  | 587  | 1157 | 1178 | 1315 | 1438 | 1520 | 1505 |
| Quellen: Cassini und INSEE |      |      |      |      |      |      |      |      |      |

## Sehenswürdigkeiten
- Die heutige Pfarrkirche Saint-Martin d’Ecuquetot war vor der Französischen Revolution eine der Heiligen Anna geweihte Kapelle. Der Chor aus dem 13. Jahrhundert ist erhalten geblieben. Im Jahr 1833 wurde sie zur Pfarrkirche und durch den Bau des Langhauses erweitert. Ein Glockenturm wurde 1838 erbaut. Einige Jahre später wurde er durch einen Blitz zerstört, bevor er 1930 durch den heutigen Glockenturm ersetzt wurde.
- Empfangsgebäude des ehemaligen Bahnhofs

## Persönlichkeiten
- Charles Revet (1937–2021), französischer Politiker, u. a. Abgeordneter der Nationalversammlung und Bürgermeister von Turretot, dort verstorben